# Svetozar Vujović
Svetozar Vujović, szerbül: Светозар Вујовић (Baljci, 1940. március 3. – Szarajevó, 1993. január 16.) jugoszláv válogatott szerb labdarúgó, hátvéd, edző.

## Pályafutása

### Klubcsapatban
1957 és 1959 között a Radnik Hadžići korosztályos csapatában kezdte a labdarúgást. 1959 és 1972 között az FK Sarajevo labdarúgója volt, ahol egy jugoszláv bajnoki címet szerzett.

### A válogatottban
1963–64-ben nyolc alkalommal szerepelt a jugoszláv válogatottban. Részt vett az 1964-es tokiói olimpián, ahol hatodik helyezést ért el a csapattal.

## Sikerei, díjai
FK Sarajevo
- Jugoszláv bajnokság
  - bajnok: 1966–67

## Statisztika

### Mérkőzései a jugoszláv válogatottban
| Jugoszlávia | Jugoszlávia       | Jugoszlávia                          | Jugoszlávia                 | Jugoszlávia | Jugoszlávia | Jugoszlávia          | Jugoszlávia | Jugoszlávia |
| #           | Dátum             | Helyszín                             | Hazai                       | Eredmény    | Vendég      | Kiírás               | Gólok       | Esemény     |
| ----------- | ----------------- | ------------------------------------ | --------------------------- | ----------- | ----------- | -------------------- | ----------- | ----------- |
| 1.          | 1963. október 27. | Bukarest, Augusztus 23. Stadion      | Románia                     | 2 – 1       | Jugoszlávia | barátságos           | -           | 46'         |
| 2.          | 1964. április 1.  | Niš, Gradszki Stadion Čair           | Jugoszlávia                 | 1 – 0       | Bulgária    | barátságos           | -           |             |
| 3.          | 1964. június 17.  | Belgrád, JNA Stadion                 | Jugoszlávia                 | 1 – 2       | Románia     | barátságos           | -           |             |
| 4.          | 1964. október 13. | Jokohama, Micuzava stadion (JPN)     | Marokkó                     | 1 – 3       | Jugoszlávia | olimpiai B csoport   | -           |             |
| 5.          | 1964. október 15. | Tokió, Komazawa stadion (JPN)        | Magyarország                | 6 – 5       | Jugoszlávia | olimpiai B csoport   | -           |             |
| 6.          | 1964. október 18. | Tokió, Csicsibu Herceg Stadion (JPN) | Egyesült Német Csapat (EUA) | 1 – 0       | Jugoszlávia | olimpiai negyeddöntő | -           |             |
| 7.          | 1964. október 20. | Oszaka, Nagai stadion                | Japán                       | 1 – 6       | Jugoszlávia | olimpiai helyosztó   | -           |             |
| 8.          | 1964. október 22. | Oszaka, Nagai stadion (JPN)          | Románia                     | 3 – 0       | Jugoszlávia | olimpiai 5. helyért  | -           |             |
|             | Összesen          |                                      |                             | 8           | mérkőzés    |                      | 0           | gól         |